# 2:22 - Il destino è già scritto
2.22 - Il destino è già scritto (2:22) è un film del 2017 diretto da Paul Currie e interpretato da Michiel Huisman, Teresa Palmer e Sam Reid.

## Trama
Dylan Branson è un controllore di traffico aereo (che da piccolo voleva fare il pilota pur avendo paura di volare) in grado di visualizzare i patterns che lo circondano. Un giorno, mentre si trova al lavoro, si distrae nell'osservare un vero e proprio squarcio del tempo che avviene alle 2.22 e rischia di causare un grave incidente, motivo per cui viene temporaneamente sospeso. Approfittando del tempo libero, una sera decide di assistere a uno spettacolo di balletto aereo, regalatogli da una collega, dopo il quale incontra una ragazza, Sarah. La sera stessa i due vanno a cena fuori e si scopre che lei si trovava sull'aereo che stava atterrando nel conflitto causato da una sua distrazione. Dylan e Sarah cominciano così una relazione. Con l'avvicinarsi del compleanno di entrambi (18 aprile), Dylan comincia a notare il ripetersi di alcuni eventi nella sua vita quotidiana e rivive nella sua mente la scena di un omicidio nell'atrio della Grand Central Station di New York. Spiega ciò che gli sta succedendo a Sarah, la quale lo tranquillizza e cerca di capire. Dylan comincia quindi ad annotare tutti quegli eventi, anche banali, che continuano e ripetersi ogni giorno alla stessa ora. Una sera assiste all'esposizione dell'ex-fidanzato di Sarah nella galleria d'arte in cui lavora lei e nota che l'opera olografica creata dall'artista riproduce fedelmente ciò che Dylan continua a rivivere nella sua mente. In un attimo di shock, Dylan aggredisce l'artista, Jonas, davanti a tutti per poi andarsene su ordine di Sarah. Dopo qualche giorno trascorso a riflettere, Dylan trova nel suo appartamento delle lettere e il passaporto di un certo Jake Redmond, nato nel 1956. Leggendo le lettere rimane sconvolto nello scoprire che la storia d'amore tra l'uomo e una certa Evelyn Mills assomiglia molto a quella tra lui e Sarah. Dylan scopre quindi cosa è accaduto trent'anni prima, il 18 aprile, alla giovane coppia e rintraccia la sorella di Evelyn. Si scopre che Evelyn dopo essere rimasta incinta è stata avvicinata da un agente di polizia, Noah, il quale afferma che Jake è un uomo pericoloso e che deve allontanarsi da lui. Nonostante l'indecisione, Evelyn va alla Grand Central Station per poi recarsi a Millhurst per qualche giorno ma con grande sorpresa arriva Jake, il quale dopo aver tirato fuori una pistola dai pantaloni minaccia di sparare proprio a Evelyn. L'agente Noah interviene per proteggere la donna e alla fine i tre muoiono prima che la polizia possa intervenire. Secondo la ricostruzione Jake sarebbe quindi un assassino. Dylan parla di tutta questa storia con Sarah ma lei si rifiuta di credere che loro siano in realtà la reincarnazione della coppia morta 30 anni prima. Dopo una discussione, Dylan lascia Sarah e le chiede di non avvicinarsi a lui poiché se tutta questa storia fosse vera, lui l'avrebbe uccisa il giorno seguente, il 18 aprile. Sconvolta per l'accaduto, Sarah va a casa dell'ex-fidanzato, Jonas e gli chiede come avesse fatto ad immaginare la sua ultima opera ambientate alla Grand Central. Il ragazzo non risponde e propone a Sarah di andare via per qualche giorno. Il pomeriggio seguente Sarah e Jonas si trovano su un taxi per raggiungere l'aeroporto quando scoprono che il loro volo è stato cancellato e decidono di prendere un treno per andare per recarsi a Millhurst. Nel frattempo Dylan scopre il vero significato del mistero che circonda il famoso orario, 2.22, in cui avvengono sempre eventi particolari. Si rende conto che tutti gli eventi che vede ripetersi sono l'esatta riproduzione di ciò che vedrà il giorno della sua morte. Compreso ciò, Dylan decide di andare a casa di Jonas per rivedere la sua ultima opera e scoprire qualche particolare della scena. Dopo aver forzato la porta si rende conto che Jonas è totalmente ossessionato da Sarah e trova la scatola vuota che conteneva una pistola. In base a ciò che ha scoperto, quindi, se lui è Jake e Sarah è Evelyn, Jonas deve essere Noah. Sconvolto, Dylan chiama Sarah per raccontarle tutto ma quando lei ascolta il messaggio è troppo tardi, lei e Jonas sono già alla stazione. Mentre quest'ultimo prende i biglietti per un'altra località (poiché il treno per Millhurst non esiste più da 30 anni), Dylan raggiunge la stazione e nel tragitto osserva tutti quegli eventi che a parer suo caratterizzano il giorno della sua morte. Nel vedere Dylan, Sarah si rende conto che tutto quello che le era stato raccontato è vero, si rende conto di essere la donna incinta che Dylan vedeva nella sua mente, che si trovava sotto l'orologio, e cerca di andarsene mentre Jonas la blocca. Jonas cerca di impedirle di andare via, dice di amarla chiamandola Evelyn e si infuria nel vedere Dylan in lontananza. Estrae una pistola dai suoi pantaloni e cerca di raggiungere il ragazzo ma poi decide di puntare la pistola verso Sarah poiché se non l'avrà lui, non potrà averla nessun altro. Dylan riesce a proteggere Sarah e rimane ferito mentre i poliziotti giungono nell'atrio. Dopo alcuni secondi Dylan si rialza e fa da scudo a Sarah, pronto a morire per salvarla ma alle 2.22 esatte i poliziotti sparano a Jonas che muore sul colpo. Dylan cade a terra a causa della ferita e mentre aspetta di morire guarda Sarah in lacrime. Il tempo passa e la lancetta cambia posizione: sono le 2.23 e Dylan è ancora vivo. Si scopre quindi che trent'anni prima, Jake non era un criminale ma solo un uomo innamorato. Il vero criminale era Noah, ossessionato da Evelyn e deciso ad ucciderla nonostante fosse incinta solo perché non poteva averla.
Il film termina con Dylan che, dopo essere ufficialmente diventato pilota d'aerei come il padre, saluta Sarah che si trova alla finestra con il loro bambino e osservando l'orologio si rende conto che gli eventi non si ripetono più.

## Distribuzione
Il film è stato distribuito nelle sale cinematografiche statunitensi e in VOD il 30 giugno 2017.